# Nørre Løgum Sogn
Nørre Løgum Sogn (dt.: Norderlügum) ist eine Kirchspielsgemeinde (dän.: Sogn) in Nordschleswig im südlichen Dänemark. Das Kirchspiel gehörte bis 1970 zur Harde Tønder, Højer og Lø Herred im damaligen Tønder Amt, mit der Auflösung der Hardenstruktur wurde das Kirchspiel in die Løgumkloster Kommune (dt.: Lügumkloster) im 1970 neu gegründeten Sønderjyllands Amt aufgenommen, die Kommune wiederum ging mit der Kommunalreform zum 1. Januar 2007 mit anderen Kommunen in der „neuen“ Tønder Kommune (dt.: Tondern) auf, die zur Region Syddanmark gehört. Der Zusatz „Nørre“ (dt.: Norder-) bezieht sich auf gleichnamige Orte (Øster Løgum Sogn (dt.: Osterlügum), Süderlügum) und die Lage in Bezug auf Løgumkloster (dt.: Lügumkloster).
In der Kirchspielsgemeinde wohnen derzeit (Stand 1. Januar 2023) 1348 Einwohner.

## Persönlichkeiten
- Fanny Garde (1855–1928), Keramikerin und Porzellanmalerin
- Jef Bertelsen Blume (1912–1996), deutsch-dänischer Lehrer und Führer der Deutsche Jungenschaft Nordschleswig